# La llum del barri
La llum del barri és un mural de grans dimensions pintat l'abril de 2023 a la paret mitgera d'un edifici de cinc plantes al carrer de Pere Moragues, al barri del Besós i el Maresme de Barcelona. Obra de l'artista Nil Safont, conegut en el món de l'art urbà com a Slim Safont, representa uns nens d'esquenes a la paret. Els nens, fotografiats pel mateix Safont, són alumnes de l'escola Concepció Arenal, situada tot just al costat. És un dibuix hiperrealista, lluminós i una al·legoria de les esperances de la perifèria, més enllà de penúries i prejudicis.
El mural és una prova pilot d'un projecte d'art urbà ideat per la plataforma veïnal SOS Besós i assumit per l'Ajuntament de Barcelona, que vol crear un circuit de murals al barri. El consistori ha encarregat el desenvolupament del projecte a Binomic.cat, responsables del Gargar Festival de Penelles.